# Rhyssemus birmensis
Rhyssemus birmensis är en skalbaggsart som beskrevs av Clouet 1901. Rhyssemus birmensis ingår i släktet Rhyssemus och familjen Aphodiidae. Inga underarter finns listade i Catalogue of Life.